# Liste der Lieder von Miranda Cosgrove
Dies ist eine Liste der aufgenommenen und veröffentlichten Lieder der US-amerikanischen Sängerin Miranda Cosgrove. Die Titel sind alphabetisch sortiert. Sie gibt Auskunft über die Urheber und auf welchem Tonträger die Komposition erstmals zu finden ist.

## Eigenkompositionen

### A
| Titel              | Autoren                                                       | Album                  | Jahr |
| ------------------ | ------------------------------------------------------------- | ---------------------- | ---- |
| Adored             | Miranda Cosgrove, Lauren Christy, Graham Edwards, Scott Spock | Sparks Fly (Deluxe)    | 2010 |
| All Kinds of Wrong | Lukasz Gottwald, Claude Kelly, Emily Wright                   | iCarly: iSoundtrack II | 2012 |

### B
| Titel          | Autoren                                                  | Album               | Jahr |
| -------------- | -------------------------------------------------------- | ------------------- | ---- |
| BAM            | Antonina Armato, Tim James, Rodney Jerkins               | Sparks Fly          | 2010 |
| Beautiful Mess | Desmond Child, Lauren Christy, Jon Vella, Shayne Swayney | Sparks Fly (Deluxe) | 2010 |
| Brand New You  | Espen Lind, Amund Bjørklund, James Bourne                | Sparks Fly (Deluxe) | 2010 |

### C
| Titel   | Autoren                     | Album               | Jahr |
| ------- | --------------------------- | ------------------- | ---- |
| Charlie | Greg Kurstin, Nicole Morier | Sparks Fly (Deluxe) | 2010 |

### D
| Titel         | Autoren                                            | Album            | Jahr |
| ------------- | -------------------------------------------------- | ---------------- | ---- |
| Dancing Crazy | Avril Lavigne, Max Martin, Shellback               | High Maintenance | 2010 |
| Daydream      | Avril Lavigne, Chantal Kreviazuk                   | Sparks Fly       | 2010 |
| Disgusting    | Kesha, Sheppard Solomon, Tom Meredith, Pebe Sebert | Sparks Fly       | 2010 |

### F
| Titel        | Autoren                                                       | Album            | Jahr |
| ------------ | ------------------------------------------------------------- | ---------------- | ---- |
| Face of Love | Scott Cutler, Carsten Mortensen, Anne Preven, Lucas Secon     | High Maintenance | 2011 |
| FYI          | Miranda Cosgrove, Lauren Christy, Graham Edwards, Scott Spock | About You Now    | 2009 |

### H
| Titel                                 | Autoren                                       | Album            | Jahr |
| ------------------------------------- | --------------------------------------------- | ---------------- | ---- |
| Headphones On                         | Shelly Peiken, Wally Gagel                    | iCarly           | 2008 |
| Hey You                               | Paula Winger, Kip Winger                      | Sparks Fly       | 2010 |
| High Maintenance (feat. Rivers Cuomo) | Josh Alexander, Rivers Cuomo, Billy Steinberg | High Maintenance | 2011 |

### K
| Titel       | Autoren                                             | Album            | Jahr |
| ----------- | --------------------------------------------------- | ---------------- | ---- |
| Kissin U    | Miranda Cosgrove, Lukasz Gottwald, Claude Kelly     | Sparks Fly       | 2010 |
| Kiss You Up | Jimmy Harry, Tony Kanal, Maureen "MoZella" McDonald | High Maintenance | 2011 |

### L
| Titel                                         | Autoren                                          | Album                                  | Jahr |
| --------------------------------------------- | ------------------------------------------------ | -------------------------------------- | ---- |
| Leave It All to Me (feat. Drake Bell)         | Michael Corcoran                                 | iCarly                                 | 2007 |
| Leave It All to Shine (feat. Victorious Cast) | Dan Schneider, Lukasz Gottwald, Michael Corcoran | Victorious: Music from the Hit TV Show | 2011 |

### M
| Titel           | Autoren                                                                | Album                  | Jahr |
| --------------- | ---------------------------------------------------------------------- | ---------------------- | ---- |
| Million Dollars | Andrew Bolooki, Jacob Kasher Hindlin, Philip Paul Shaouy, Emily Wright | iCarly: iSoundtrack II | 2012 |

### O
| Titel | Autoren                                | Album      | Jahr |
| ----- | -------------------------------------- | ---------- | ---- |
| Oh Oh | Peer Åström, Savan Kotecha, Max Martin | Sparks Fly | 2010 |

### P
| Titel      | Autoren                    | Album         | Jahr |
| ---------- | -------------------------- | ------------- | ---- |
| Party Girl | Greg Wells, Kara DioGuardi | About You Now | 2009 |

### R
| Titel            | Autoren                                        | Album                             | Jahr |
| ---------------- | ---------------------------------------------- | --------------------------------- | ---- |
| Raining Sunshine | Matthew Gerrard, Jay Landers, Charlie Midnight | Cloudy with a Chance of Meatballs | 2009 |

### S
| Titel       | Autoren                                        | Album            | Jahr |
| ----------- | ---------------------------------------------- | ---------------- | ---- |
| Sayonara    | Greg Kurstin, Bonnie McKee, Nicole Morier      | High Maintenance | 2011 |
| Shakespeare | Susan Cagle, Nathan Nelson, Jason Brett Levine | Sparks Fly       | 2010 |

### T
| Titel               | Autoren                                   | Album      | Jahr |
| ------------------- | ----------------------------------------- | ---------- | ---- |
| There Will Be Tears | Joshua Coleman, Allan Grigg, Bonnie McKee | Sparks Fly | 2010 |

### W
| Titel                     | Autoren                                   | Album               | Jahr |
| ------------------------- | ----------------------------------------- | ------------------- | ---- |
| What Are You Waiting For? | Espen Lind, Amund Bjørklund, James Bourne | Sparks Fly (Deluxe) | 2010 |

## Coverversionen
| Titel              | Autoren                                 | Album         | Jahr |
| ------------------ | --------------------------------------- | ------------- | ---- |
| About You Now      | Lukasz Gottwald, Cathy Dennis           | About You Now | 2009 |
| Christmas Wrapping | Chris Butler                            | —             | 2008 |
| Stay My Baby       | Max Martin, Tommy Tysper, Savan Kotecha | iCarly        | 2008 |